# II Liceum Ogólnokształcące im. Hugona Kołłątaja w Wałbrzychu
II Liceum Ogólnokształcące im. Hugona Kołłątaja w Wałbrzychu – szkoła ponadpodstawowa (liceum) w Wałbrzychu. Mieści się w centrum Wałbrzycha, przy al. Wyzwolenia 34.
Nad głównym wejściem kartusz z trzema pszczołami, powyżej dwie płaskorzeźby przedstawiające herb Wałbrzycha oraz kartusz z rokiem 1907 znajdują się na elewacji frontowej (od al. Wyzwolenia) na wysokości pierwszego piętra, pod oknami dużej sali gimnastycznej (auli).

## Profile
Źródło: oficjalna strona szkoły
- matematyczno-fizyczny z elementami matematyki wyższej i informatyki
- matematyczno-informatyczny
- humanistyczny z edukacją prawną i historią sztuki
- biologiczno-chemiczny (medyczny) z ochroną środowiska
- językowo-turystyczny

## Historia

### Auenschule (do 1945 r.)
Prace przy budowie szkoły zaczęły się w 1904 r. od wysadzenia części dzisiejszego Parku im. J. Sobieskiego. Rok później postawiono fundamenty, zaś budowa budynku rozpoczęła się 24.04.1906 r. Architektami budynku byli Köhler i Kranz z Berlina-Charlottenburga. Mieściła się ona przy ówczesnej Auenstrasse (od niem. die Aue – łąka, błonia), stąd nazywano ją potocznie Auenschule. Szkoła rozpoczęła działalność 9 października 1907 roku.  Mieściły się tutaj ewangelickie szkoły dla chłopców i dziewcząt (niem.  Evangelische Knaben- und Mädchenschule)

### II Liceum (po II wojnie światowej)
12 września 1948 roku odbyło się pierwsze rozpoczęcie roku szkolnego po II wojnie światowej.
W 2010 roku została otwarta podziemna trasa turystyczna z czasów II wojny światowej, do której można wejść z dziedzińca szkoły.
Do szkoły uczęszczał m.in. Tomasz Siemoniak – minister obrony narodowej (w latach 2011–2015).

## Dyrektorzy
- Kazimierz Mitelski (1948–1950)
- Kazimierz Sikora (1950–1952)
- Adolf Rożek (1952–1953)
- Władysław Kędzierski (1953–1954)
- Zofia Krupa (1954–1965)
- Ryszard Kluzek (1965–1976)
- Barbara Szanajca (1976–1977)
- Joanna Luklińska (1977–1980)
- Ryszard Ujma (1980–1984)
- Bolesław Ćwikliński (1984–1985)
- Marian Zioło (1985–1986)
- Ewa Siatkowska (1987–1990)
- Robert Wróbel (od 1990)

## Wicedyrektorzy
- Stanisław Baran (1948–1949)
- Janina Polaszek, Henryk Zubelowicz (1949–1950)
- Maria Białęska (1950–1952)
- Wolf Lerner (1952–1953)
- Zofia Krupa (1953–1954)
- Antonina Kowalska (1956–1963)
- Konrad Derwich (1963–1977)
- Kazimierz Fryszka (1977–1978)
- Ewa Hejno (1978–1982)
- Emilia Szpeniuk (1982–1984)
- Stanisław Swół (1984–1990)
- Jolanta Walewska (1990–1993)
- Beata Trzcińska (od 1993)

## Olimpijczycy
W dotychczasowej historii II LO 402 uczniów osiągnęło tytuł laureata lub finalisty olimpiad przedmiotowych. Wśród nich znaleźli się wielokrotni olimpijczycy, a wśród nich: Adam Mikoś (8 tytułów), Bartosz Wołodkiewicz (7 tytułów), Radosław Małek, Szymon Matusik i Weronika (po 5 tytułów). Uczniowie szkoły najwięcej sukcesów odnieśli w Olimpiadzie Artystycznej – sekcja historii sztuki, Olimpiadzie Geograficznej oraz Olimpiadzie Biologicznej. Wśród nauczycieli, którzy przygotowali największą liczbę olimpijczyków są m.in. Anna Wojtowicz, Małgorzata Stączek, Małgorzata Janas, Małgorzata Baniukiewicz, Jarosław Brzeziński oraz Urszula Cybulska. Ponadto w historii szkoły są też uczniowie, którzy osiągali sukcesy na olimpiadach międzynarodowych: Paweł Pawłowicz (Międzynarodowa Olimpiada Chemiczna), Piotr Fudalej (Międzynarodowa Olimpiada Biologiczna), Sylwia Jakubanis (Międzynarodowa Olimpiada Biologiczna), Magdalena Stoksik (Międzynarodowa Olimpiada Biologiczna), Joanna Uroda (Środkowoeuropejska Międzynarodowa Olimpiada Geograficzna), Karolf Gotfryd (Środkowoeuropejska Międzynarodowa Olimpiada Geograficzna), Kacper Ludwig (Międzynarodowa Olimpiada Biologiczna).